# Anjou Bleu Communauté
Die Anjou Bleu Communauté ist ein französischer Gemeindeverband mit der Rechtsform einer Communauté de communes im Département Maine-et-Loire in der Region Pays de la Loire. Sie wurde am 27. November 1995 gegründet und umfasst elf Gemeinden. Der Verwaltungssitz befindet sich im Ort Segré-en-Anjou Bleu.

## Historische Entwicklung
Mit Wirkung vom 1. Januar 2017 wurde der Gemeindeverband um die Gemeinden der aufgelösten Verbände
- Communauté de communes de la Région de Pouancé-Combrée sowie
- Communauté de communes du Canton de Segré

erweitert und seine ursprüngliche Bezeichnung Communauté Candéenne de coopérations communales auf den aktuellen Namen geändert. Gleichzeitig wurden die Communes nouvelles
- Ombrée d’Anjou und
- Segré-en-Anjou Bleu

gebildet.
Mit Wirkung vom 1. Januar 2018 wurde die Gemeinde Freigné in die Commune nouvelle Vallons-de-l’Erdre integriert und gehört seither zum Gebietsstand der Communauté de communes du Pays d’Ancenis.

## Mitgliedsgemeinden
| Gemeinde              | Einwohner 1. Januar 2022 | Fläche km² | Dichte Einw./km² | Code INSEE | Postleitzahl |
| --------------------- | ------------------------ | ---------- | ---------------- | ---------- | ------------ |
| Angrie                | 917                      | 40,97      | 22               | 49008      | 49440        |
| Armaillé              | 317                      | 16,78      | 19               | 49010      | 49420        |
| Bouillé-Ménard        | 775                      | 15,79      | 49               | 49036      | 49520        |
| Bourg-l’Évêque        | 236                      | 5,29       | 45               | 49038      | 49520        |
| Candé                 | 2.815                    | 4,91       | 573              | 49054      | 49440        |
| Carbay                | 276                      | 7,63       | 36               | 49056      | 49420        |
| Challain-la-Potherie  | 811                      | 47,87      | 17               | 49061      | 49440        |
| Chazé-sur-Argos       | 1.067                    | 30,82      | 35               | 49089      | 49500        |
| Loiré                 | 884                      | 33,73      | 26               | 49178      | 49440        |
| Ombrée d’Anjou        | 8.811                    | 202,16     | 44               | 49248      | 49420, 49520 |
| Segré-en-Anjou Bleu   | 17.617                   | 241,54     | 73               | 49331      | 49500, 49520 |
| Anjou Bleu Communauté | 34.526                   | 647,49     | 53               | –          | –            |